# 1906년 중간 올림픽 튀르키예 선수단
1906년 중간 올림픽 튀르키예 선수단은 그리스 아테네에서 개최된 1906년 중간 올림픽에 참가한 올림픽 튀르키예 선수단이다. 2개 종목과 3개 세부 종목에서 2명의 선수가 참가하였다. 나흐람 파파지얀이 육상 종목에서 두 개의 종목에 참가했고 스미르나 대표팀이 오스만 제국 소속으로 참가했다. 이 팀은 축구 경기에서 은메달을 땄다.

## 선수 집계
| 종목 | 남자 | 여자 | 합계 |
| ---- | ---- | ---- | ---- |
| 육상 | 1    |      | 1    |
| 축구 | 1    |      | 1    |
| 합계 | 2    | 0    | 2    |

## 육상
| 선수            | 종목  | 예선 | 예선 | 패자부활전 | 패자부활전 | 준결선 | 준결선 | 결선      | 결선      |
| 선수            | 종목  | 기록 | 순위 | 기록       | 순위       | 기록   | 순위   | 기록      | 순위      |
| --------------- | ----- | ---- | ---- | ---------- | ---------- | ------ | ------ | --------- | --------- |
| 와흐란 파파즈얀 | 800m  | DNF  | -    |            |            |        |        | 진출 실패 | 진출 실패 |
| 와흐란 파파즈얀 | 1500m | DNF  | -    |            |            |        |        | 진출 실패 | 진출 실패 |

## 참고 자료
- (영어) “Turkey:1906 Olympic Results”. sports-reference.com. 2009년 3월 16일에 원본 문서에서 보존된 문서. 2018년 11월 28일에 확인함.